# Andrée Melly
Pour les articles homonymes, voir Melly.
Andrée Melly, née le 15 septembre 1932 à Liverpool, dans le Lancashire (Royaume-Uni), et morte le 31 janvier 2020 à Santa Eulària des Riu, sur l'île d'Ibiza, en Espagne, est une actrice britannique.

## Biographie
Née à Liverpool, Lancashire, Andrée Melly joue au Old Vic dans Roméo et Juliette, Le Marchand de Venise et Meurtre dans la cathédrale de T. S. Eliot au début de la vingtaine et travaille avec Peter Finch et Robert Donat au théâtre. En 1958, elle apparait avec l'acteur jamaïcain Lloyd Reckord dans la pièce Hot Summer Night de Ted Willis, une production qui est ensuite adaptée pour la série Armchair Theatre en 1959 et dans laquelle elle participe au premier baiser interracial connu à la télévision. Elle continue à apparaître à la télévision britannique jusqu'en 1991. Son autre travail scénique comprend la production originale du West End de la farce Boeing-Boeing à l'Apollo Theatre en 1962 avec David Tomlinson et dans le rôle d'Alice "Childie" McNaught dans The Killing of Sister George au St Martin's Theatre (en) en 1966,.
Andrée Melly apparait dans des films britanniques, dont la comédie Les Belles de Saint-Trinian (1954) et le film Hammer Horror Les Maîtresses de Dracula (1960). Son rôle dans ce dernier film est celui de Gina, une femme mordue par le baron Meinster, un vampire, la transformant en un autre personnage mort-vivant.
Elle rapporte dans une interview avec l'écrivain Oscar Martinez dans le magazine Little Shoppe of Horrors qu'elle a joué le rôle de l'épouse de Dracula parce qu'elle souhaitait explorer des personnages variés. Elle avait déjà joué, à la télévision de la BBC, Jeanne d'Arc et Jo March dans Les Quatre Filles du docteur March (Little Women), et la première femme blanche à jouer face à un homme noir dans un drame romantique du West End, Hot Summer Night. Elle joue également un rôle principal lesbien dans The Killing of Sister George également dans le West End, conformément à ses rôles inhabituels.
Lors du tournage des Maîtresses de Dracula, elle invite son frère George, qui écrivait la bande dessinée Flook (en) (dessinée par Trog) dans le Daily Mail, à venir sur le plateau de tournage pour filmer son ascension hors d'un cercueil et habillée en vampire. George fait la satire de sa visite dans sa bande dessinée en faisant visiter au personnage Flook un studio de films d'horreur qui employait sa sœur, qui jouait une sorcière.
Lorsqu'Oscar Martinez interviewe Andrée Melly et son mari, l'acteur Oscar Quitak, il intitule l'interview La Femme vampire et le Bossu parce que Quitak avait joué un bossu dans un autre film d'horreur de Hammer, La Revanche de Frankenstein.
Andrée Melly joue la petite amie de Tony Hancock dans deux séries de la série radiophonique Hancock's Half Hour (en) (1955-1956) en remplacement de Moira Lister,. De 1967 à 1976, elle est une panéliste régulière de la comédie radiophonique de la BBC Just a Minute. Avec Sheila Hancock, elle est l'une des candidates les plus régulières, apparaissant dans cinquante-quatre épisodes entre 1967 et 1976. En 1972, elle présida un épisode. Elle est la première panéliste à gagner des points pour avoir parlé pendant les 60 secondes prescrites sans hésitation, répétition ou déviation. Elle est également apparue dans plusieurs épisodes de The Benny Hill Show.

## Vie privée
L'un de ses deux frères, George Melly, est un chanteur de jazz. Elle vivait à  Santa Eulària des Riu, sur l'île d'Ibiza, avec son mari Oscar Quitak. Le mariage produit deux enfants.
Avec la mort de Bill Kerr en 2014, Andrée Melly est le dernier membre régulier survivant de la distribution de Hancock's Half Hour (en). Andrée Melly résidait aux Baléares où elle meurt le 31 janvier 2020, à l'âge de 87 ans. Son mari lui a survécu.

## Filmographie
| Année     | Titre                                             | Rôle                                  | Notes                                                                      |
| --------- | ------------------------------------------------- | ------------------------------------- | -------------------------------------------------------------------------- |
| 1952      | So Little Time (en)                               | Paulette                              | Film                                                                       |
| 1952      | The Poppenkast                                    | Katryn                                | téléfilm                                                                   |
| 1953      | A Loan from Lorenzo                               | Elizabeth Woodville, Queen of England | téléfilm                                                                   |
| 1954      | The Maid of Domrémy                               | Jeanne d'Arc                          | téléfilm                                                                   |
| 1954      | Les Belles de Saint-Trinian                       | Lucretia                              | Film                                                                       |
| 1955      | Cornelia                                          | Cornelia Taft                         | téléfilm                                                                   |
| 1955      | Theatre Royal                                     | Alycia Lawrence                       | épisode : "The Orderly"                                                    |
| 1956      | Act of Violence                                   | Lenora                                | téléfilm                                                                   |
| 1956      | The Secret Tent                                   | Ruth Martyn                           | Film                                                                       |
| 1956      | ITV Television Playhouse                          | Georgie Harlow                        | épisode : "Woman in a Dressing Gown"                                       |
| 1956      | The Gambler                                       | Mlle Blanche de Cominges              | téléfilm                                                                   |
| 1956      | Plaintiff in a Pretty Hat                         | Jennifer Wren                         | téléfilm                                                                   |
| 1957      | Assignment Foreign Legion                         | Denise                                | épisode : "As We Forgive"                                                  |
| 1957      | L'Étranger amoureux (The Passionate Stranger)     | Marla                                 | Film                                                                       |
| 1957      | Hour of Mystery                                   | Sally Joss                            | épisode : "No Charge for the Proof"                                        |
| 1958      | Saturday Playhouse                                | Hilda Crompton                        | épisode : "My Flesh, My Blood"                                             |
| 1958      | Little Women                                      | Jo March                              | 6 épisodes                                                                 |
| 1958      | Le Criminel aux abois (Nowhere to Go)             | Rosa - Cocktail waitress              | Film                                                                       |
| 1958–1959 | Armchair Theatre                                  | Louise Beauchamp / Kathie Palmer      | 2 épisodes : "Night of the Ding-Dong" (1958) and "Hot Summer Night" (1959) |
| 1959      | People of the Night                               | Vera                                  | téléfilm                                                                   |
| 1959      | Dangerous Ice                                     | Miss Sennet                           | téléfilm                                                                   |
| 1959      | The Men from Room 13                              | Caroline                              | 2 épisodes : "The Man Who Sold Romances: Parts 1 & 2"                      |
| 1960      | Beyond the Curtain                                | Linda                                 | Film                                                                       |
| 1960      | Les Maîtresses de Dracula (The Brides of Dracula) | Gina                                  | Film                                                                       |
| 1960      | BBC Sunday-Night Play                             | Mary Preston                          | épisode : "Twentieth Century Theatre: Musical Chairs"                      |
| 1960      | The Big Day                                       | Nina Wentworth                        | Film                                                                       |
| 1960      | Maigret                                           | Ernestine                             | épisode : "The Burglar's Wife"                                             |
| 1961      | A Life of Bliss                                   | April Summers                         | 3 épisodes                                                                 |
| 1961      | You Can't Win                                     | Ella                                  | épisode : "To Wait Collection"                                             |
| 1962      | Boeing-Boeing                                     | Jacqueline                            | téléfilm                                                                   |
| 1962      | Tales of Mystery                                  | Ilse                                  | épisode : "Ancient Sorceries"                                              |
| 1962      | Zero One                                          | Tina Stavros                          | épisode : "The Marriage Broker"                                            |
| 1963      | The Human Jungle                                  | Gloria                                | épisode : "Run with the Devil"                                             |
| 1963–1964 | ITV Play of the Week                              | Melanie / Mary Boyce                  | 2 épisodes : "The Quails" (1963) and "A Case of Character" (1964)          |
| 1964      | The Horror of It All                              | Natalia Marley                        | Film                                                                       |
| 1964      | Boy with a Flute                                  | Caroline Laser                        | court métrage                                                              |
| 1965      | The Wednesday Play                                | Alicia                                | épisode : "The Navigators"                                                 |
| 1967      | Thirty-Minute Theatre                             | The Wife                              | épisode : "Teeth"                                                          |
| 1968      | The Sex Game                                      | Alison Watkins                        | épisode : "Return Match"                                                   |
| 1969      | ITV Playhouse                                     | Leslie Amlett                         | épisode : "Uncle Jonathan"                                                 |
| 1970      | The Doctors                                       | Lena Freeman                          | 10 épisodes                                                                |
| 1970      | ITV Sunday Night Theatre                          | Joanna                                | épisode : "The Insider"                                                    |
| 1973      | Spy Trap                                          | Susan                                 | épisode : "Salvage"                                                        |
| 1974      | The Best of Benny Hill                            | Interviewer ('The Grass Is Greener')  | téléfilm                                                                   |
| 1981      | Tiny Revolutions                                  | Agnesa Kalina                         | téléfilm                                                                   |
| 1984      | The Fasting Girl                                  | Caroline                              | téléfilm                                                                   |
| 1988      | Turn on to T-Bag                                  | Queen Madeleine                       | épisode : "The Two Musketeers"                                             |
| 1990      | T-Bag and the Pearls of Wisdom                    | Osiris                                | épisode : "Tut Tut"                                                        |